# Ecsenius frontalis
Ecsenius frontalis es una especie de pez de la familia Blenniidae en el orden de los Perciformes.

## Morfología
• Los machos pueden llegar alcanzar los 8 cm de longitud total.

## Reproducción
Es ovíparo.

## Hábitat
Es un pez de mar y de clima tropical y asociado a los  arrecifes de coral.

## Distribución geográfica
Se encuentra en el Mar Rojo (incluyendo los golfos de  Aqaba y  Suez, y la parte más occidental del Golfo de Adén ).